# Locatello
Locatello est une commune de la province de Bergame dans la région Lombardie en Italie.

## Administration
| Période                                  | Période  | Identité        | Étiquette | Qualité |
| ---------------------------------------- | -------- | --------------- | --------- | ------- |
| 14 juin 2004                             | En cours | Mario Locatelli |           |         |
| Les données manquantes sont à compléter. |          |                 |           |         |

### Hameaux
- Ca'prospero est un hameau regroupant une dizaine de maisons anciennes (certaines datées de plus de 400 ans). Ca'prospero est connu pour le pont qui traverse le torrent Imagna au-dessus de sa cascade et aussi pour ses maisons anciennes. La famille Berizzi, ancienne noblesse du village et des alentours, est encore très présente dans le hameau, Pietro Marco Berizzi ayant acquis la demeure familiale et ancestrale située au centre du hameau.

Ca'Prospero est situé en bas de la vallée dont l'une des faces est arborée d'une forêt très dense et que l'on peut traversé pour monter à Rota Imagna. Ca'Prospero fait l'objet aujourd'hui, d'une étape agréable de randonnée le parcourant et longeant la valle (la rivière)
Si nous nous attardons particulièrement sur ce hameau, c'est qu'il est très représentatif du caractère Bergamasque au niveau culture et architectural.

### Évolution démographique
Habitants recensés

### Communes limitrophes
Brumano, Corna Imagna, Fuipiano Valle Imagna, Rota d'Imagna